# Viking Schaatsenfabriek
De Viking Schaatsenfabriek is een Nederlandse schaatsenfabriek in Almere. Het bedrijf werd halverwege de jaren vijftig opgericht in Weesp.

## Geschiedenis
De fabriek komt voort uit een samenwerking van Co Lassche en Jaap Havekotte. Lassche was koperslager, en Havekotte was timmerman van beroep. Co Lassche maakte reeds noren in de jaren dertig. Direct na de Tweede Wereldoorlog wist hij schaatsen te fabriceren uit beschuitblikken die gebruikt waren bij de voedseldroppings door de bevrijders. In een kelder te Durgerdam maakte hij allerlei artikelen uit het blik, waaronder schaatsen. Voor de bladen hiervan gebruikte hij zaagbladen uit de gereedschapswinkel. In 1947 benaderde hij Havekotte, die de schaatsen ging verkopen. Op de Jaarbeurs Utrecht werden de schaatsen gepresenteerd en verkocht.
Op 11 februari 1948 begonnen beide mannen een kleine werkplaats aan de Gerard Doustraat te Amsterdam waar in 1949 al zeven mensen werkten. In 1949 werd een fabriek in de Derde Oosterparkstraat in gebruik genomen, terwijl ook in Durgerdam schaatsen werden gemaakt.
In mei 1952 kwam het tot een zakelijke breuk tussen Lassche en Havekotte. De laatste ging verder in Weesp en noemde zijn bedrijf Viking Schaatsenfabriek. Later kwam de fabriek onder leiding van zijn zoon Jaap Havekotte jr. te staan. In augustus 2000 verhuisde Viking naar Almere.
Het bedrijf is sponsor van de Viking Race, een jaarlijks georganiseerd schaatsevenement.

## Marktleider
Oud-schaatser Jaap Havekotte bedacht rond 1971 de bekende Viking-schaatsen waar vanaf 1972 alle wereldrecords mee zouden worden gevestigd en die lang door alle schaatsers ter wereld werden gebruikt.
Viking was de eerste producent van de klapschaats waar inmiddels alle topschaatsers op rijden, hoewel directeur Havekotte aanvankelijk niet zo gelukkig was met de nieuwe ontwikkelingen. Het bedrijf levert schaatsen aan 80% van de top snelschaatsers en is zo wereldmarktleider. De schaatsen, gemaakt van staal en vaak voorzien van schoenen van kangoeroeleer, worden met de hand gemaakt in Almere. Naast schaatsen worden ook skeelers geproduceerd voor topsporters.